# 형남 4군 전투
형남 4군 전투(荆南 四郡 戰鬪)는 유비가 적벽 대전 후 형주 남부의 네 군인 영릉, 계양, 무릉, 장사를 평정한 전투이다.

## 영릉 전투
유비가 쳐들어오자 영릉 태수 유탁의 아들 유현이 영릉의 맹장 형도영과 함께 유비에 맞선다.
그러나 형도영은 제갈량의 계략으로 조운에게 전사하고 유현은 장비에게 사로잡히면서 결국 영릉 태수 유도는 항복한다.

## 계양 전투
영릉이 평정되자 유비의 부하 조운이 계양을 공격한다. 조운의 실력을 알아본 계양 태수 조범은 항복한다.
조범은 조운과 의형제를 맺고 자신의 형수를 맺어주려 하지만 조운은 인륜을 저버리는 일이라 하며 화가 나 돌아가버린다.
이에 부하 진응과 포륭이 조범을 부추겨 거짓 항복으로 조운을 공격하려 하지만 일은 발각되어 진응과 포륭은 조운에게 잡혀 처형되고 계양성으로 진군해 조범을 다시 붙잡는다.

## 무릉 전투
조운이 계양을 평정하자 이에 장비가 1000명의 군사를 이끌고 무릉을 공격하고 이에 무릉 태수 금선은 정예 병사로 장비에 맞서 보지만 부하 공지에게 살해당하고 유비는 공지를 무릉 태수로 봉하면서 무릉은 평정된다.

## 장사 전투
유비의 부하 관우는 장사성을 평정하기 위해 가고 장사의 명장 황충과 격돌한다. 한현의 부하 관군교위 양령이 군사 1000명을 이끌고 선봉에 서지만 관우에게 단칼에 베어져 버린다.
관우는 황충과의 첫 싸움이 무승부로 끝나자 관우와 황충은 다음 날 다시 맞서고 이때 황충의 말 앞다리가 부러져 황충이 굴러떨어지지만 관우는 의리를 지키며 자기 진영으로 물러난다.
관우의 모습에 감탄한 황충은 활을 관우에게 쏘지만 일부러 빛 맞춰 쏜 뒤 다시 돌아온다. 그러나 장사 태수 한현은 이 모습을 구실로 황충이 관우와 내통한 것이라 알고 황충을 잡지만 한현의 부하 위연이 이 일에 분노해 한현을 죽이고 황충을 구해줘 유비에게 투항한다.
유비는 시골에 묻혀 살던 옛 형주 자사 유표의 조카 유반을 장사 태수로 봉하고 장사는 평정된다.

## 정사의 묘사
진수의 《정사 삼국지》에는 유비의 형남 4군 평정은 실제 시기로는 주유와 조인이 1년 동안 남군 전투를 펼치는 기간에 유비가 평정한 것으로 알려져 있다.
위연이 유비의 부하가 된 건 실제로는 유비가 형주에 있을 때 부곡으로서 이미 유비의 부하였고 위연이 연의에서 처음 등장할 때부터 배신을 하며 등장하고, 제갈량이 반골의 상을 언급하며 그를 죽이려 했던 건 후에 있을 위연의 반역에 대한 연의의 소설적 복선 장치다.